# Констанція Чарторийська
Констанція з Чарторийських Замойська, (лит. Konstancija Čartoriskaitė, нар. 1742 — пом. 15 лютого 1797, Відень) — аристократка з литовсько-руського роду Чорторийських. Дружина Ордината Замойського. Управителька Плоскирівського староства.
Констанція була донькою ловчого великого коронного, князя Станіслава Костки і Анни Рибінської Чорторийських. У 1763 році у Варшаві одружилась з Клеменсом Замойським VIII ординатом (сином Томаша Антонія Замойського VII ордината і Аніели Терези з Міховських). Їхнім помешканням був палац Клеменсів. Шлюб був бездітним. Клеменс був у поганому стані здоров'я і помер зовсім молодим (1767). Замойську ординацію, зокрема Плоскирівське староство, було повернуто у керування Клеменсового дядька Яна Якуба Замойського. Через рік Констанція вийшла заміж за брата Яна Якуба великого канцлера коронного Андрія-Ієроніма Замойського, й вмовила його віддати Плоскирівське староство Андрієві.
У 1765 році хоча в містечку Плоскирові функціонували кушнірський, кравецький, шевський, ткацький, ковальський і бондарський ремісничі цехи, більшість населення займалося сільгоспвиробництвом. За управління Констанції та її чоловіка Андрія Замойського вже 1775 року лише трохи більше третини мешканців Плоскирова були землеробами. Всі інші займалися рибальством, ремісництвом і торгівлею. Також в Плоскирові з'явилися дві гуральні, два млина та продовжувала своє виробництво броварня.
Констанція і Андрій Замойський разом з дітьми мешкали в Замості. У 1777 році Андрій Ієронім став X Ординатом Замойським. У 1778 році на доручення сейму для розширення прав і свобод селянства та міщан він склав кодекс польських законів, який так і не був ухвалений. Після смерті Андрія Ієроніма у 1792 році, керівництво Замойською Ординацією перейшло до сина Олександра. Проте Констанція домоглась залишити для себе в пожиттєве володіння деякі маєтки, серед яких і Плоскирівське староство. У 1793 році Поділля було приєднане до Російської імперії, а Плоскирів та староство стали державними маєтностями. Але були визнані права Констанції з Чорторийських на пожиттєве тримання Плоскирівського староства, проте без права передачі його нащадкам.

## Життєпис
16 вересня 1720 року в костелі св. Яна у Варшаві, вона вийшла заміж за Станіслава Понятовського. Дев'ять дітей походили від подружжя Констанції та Станіслава:
- Казімір, коронний камергер,
- Франциск, канонік і священик Краківського собору,
- Олександр, ад'ютант принца Чарльза Лотарингії,
- Людвіка Марія, дружина Яна Якуба Замойського,
- Ізабелла, дружина Яна Клеменса Браницького та після його смерті Анджея Мокроновського,
- Станіслав Август, король Польщі,
- Теодор Фелікс, помер у дитинстві,
- Анджей, австрійський фельдмаршал,
- Міхал Єжи, останній предстоятель Польщі перед розподілом.

Констанція Понятовська характеризувалася як надзвичайно розумна та честолюбна людина, але в той же час для неї була характерна релігійність, що межує з відданістю. Швидше за все, саме завдяки їй другого сина Францишека в юному віці відправили до духовенства до семінарії. У вересні 1733 р. Констанція та її діти поїхали до Гданська, де вона прожила наступні шість років, піклуючись про всебічне виховання своїх дітей. У 1739 р. вона повернулася до Варшави, де у Краківському передмісті будувався палац Понятовських, за проектом Яна Зигмунта Дейбля. Спочатку співпрацюючи з братами в рамках партії «Фамілія», наприкінці свого життя Констанція відійшла від політичного життя і посварилася зі своїми побратимами. Її поховали в церкві в Януві (нині Івано-Франківськ), де існувала її надгробна плита з епітафіями на мармуровій дошці.